# Abenteuermuseum (Saarbrücken)
Das Abenteuermuseum in Saarbrücken ist ein ehemaliges Museum, welches vom 2004 verstorbenen Heinz Rox-Schulz gegründet wurde.

## Ausstellung
Das Saarbrücker Abenteuermuseum, gegründet von dem Weltenbummler, Artist, Autor und Filmemacher Heinz Rox-Schulz, war eine Institution in der saarländischen Landeshauptstadt. Schrumpfköpfe von Jívaro-Indianern vom Amazonas, Faustkeile, Säbel, Nashornköpfe, Skulpturen, tibetische Schädelschalen und allerlei Kultgegenständen und Kuriositäten hatte Rox von seinen Reisen mitgebracht, zu denen er 1950 nach Afrika, Asien, Südamerika und Neuguinea aufgebrochen war.
Zu den ethnologischen Kostbarkeiten der Sammlung gehörten etwa eine Kornmumie und die lebensgroße Figur eines Kriegers der Tuareg aus der Sahara in voller Montur. Rox-Schulz war ein Lebenskünstler. Auf seinen Reisen schlug er sich als Kunstturner und Artist durch. Später wurde er Kameramann beim Saarländischen Rundfunk. Nachzulesen sind seine Erlebnisse in seinen Büchern „Die Abenteuer des Mr. Rox: Ohne Geld in die Welt“ oder „Himmel und Hölle Indien“. Wenige Tage nach seinem 83. Geburtstag starb Heinz Rox-Schulz im März 2004. Bis zuletzt hatte er Schulklassen durch sein Museum geführt.

## Schließung und Wiedereröffnung
Im Oktober 2004 wurde das Museum im Alten Rathaus am Schlossplatz geschlossen, da die Stadt die Zuschüsse zu den Personalkosten gestrichen hatte. Seine Bestände lagern seit September 2005 in Kisten verpackt in Räumlichkeiten der Stadt Saarbrücken. Am 10. Februar 2009 lehnte der Saarbrücker Stadtrat den Vorschlag ab, nach dem das Museum in zwei Räumen der ehemaligen Saarbrücker Deutschherrnschule wieder ein Bleibe finden sollte, und beschloss im März 2009, eine völkerkundliche Sammlung ausfindig zu machen, an die die Bestände des Abenteuermuseums abgegeben werden sollen.
Seit November 2013 bis zur Schließung des Lokals konnten Teile der Sammlung im Krimicafé „Baker Street“ in der Saarbrücker Mainzer Straße besichtigt werden. Neben der Dauerausstellung wollte der Förderverein „Freunde des Abenteuermuseums“ mit regelmäßigen Sonderausstellungen auch die Erinnerung an Rox-Schulz wachhalten.